# 1807 na ciência

## Eventos
- Observação ou predição do elemento químico Rutênio[1]
- Isolamento dos elementos químicos Potássio[2] e Sódio[3]

## Nascimentos
| Data         | Nome          | Profissão                         | Nacionalidade                                         | Observações                                                         | Ref               |
| ------------ | ------------- | --------------------------------- | ----------------------------------------------------- | ------------------------------------------------------------------- | ----------------- |
| 18 de maio   | Louis Agassiz | zoólogo e geólogo                 | Suíça                                                 | m. 1873 Medalha Wollaston 1836 Medalha Copley 1861                  | [ 4 ] [ 5 ]       |
| 12 de agosto | George Busk   | cirurgião, zoólogo e paleontólogo | Império Russo / Reino Unido da Grã-Bretanha e Irlanda | m. 1886 Medalha Real 1871 Medalha Lyell 1878 Medalha Wollaston 1885 | [ 6 ] [ 7 ] [ 4 ] |

## Mortes
| Data        | Nome                      | Profissão | Nacionalidade    | Observações | Ref |
| ----------- | ------------------------- | --------- | ---------------- | ----------- | --- |
| 14 de abril | Jeremias Benjamin Richter | químico   | Reino da Prússia | n. 1762     |     |

## Prémios
Medalha Copley
- Everard Home[5]